# Gonyleptes pseudoguttatus
Gonyleptes pseudoguttatus is een hooiwagen uit de familie Gonyleptidae.